# Menhir von Kerguézennec

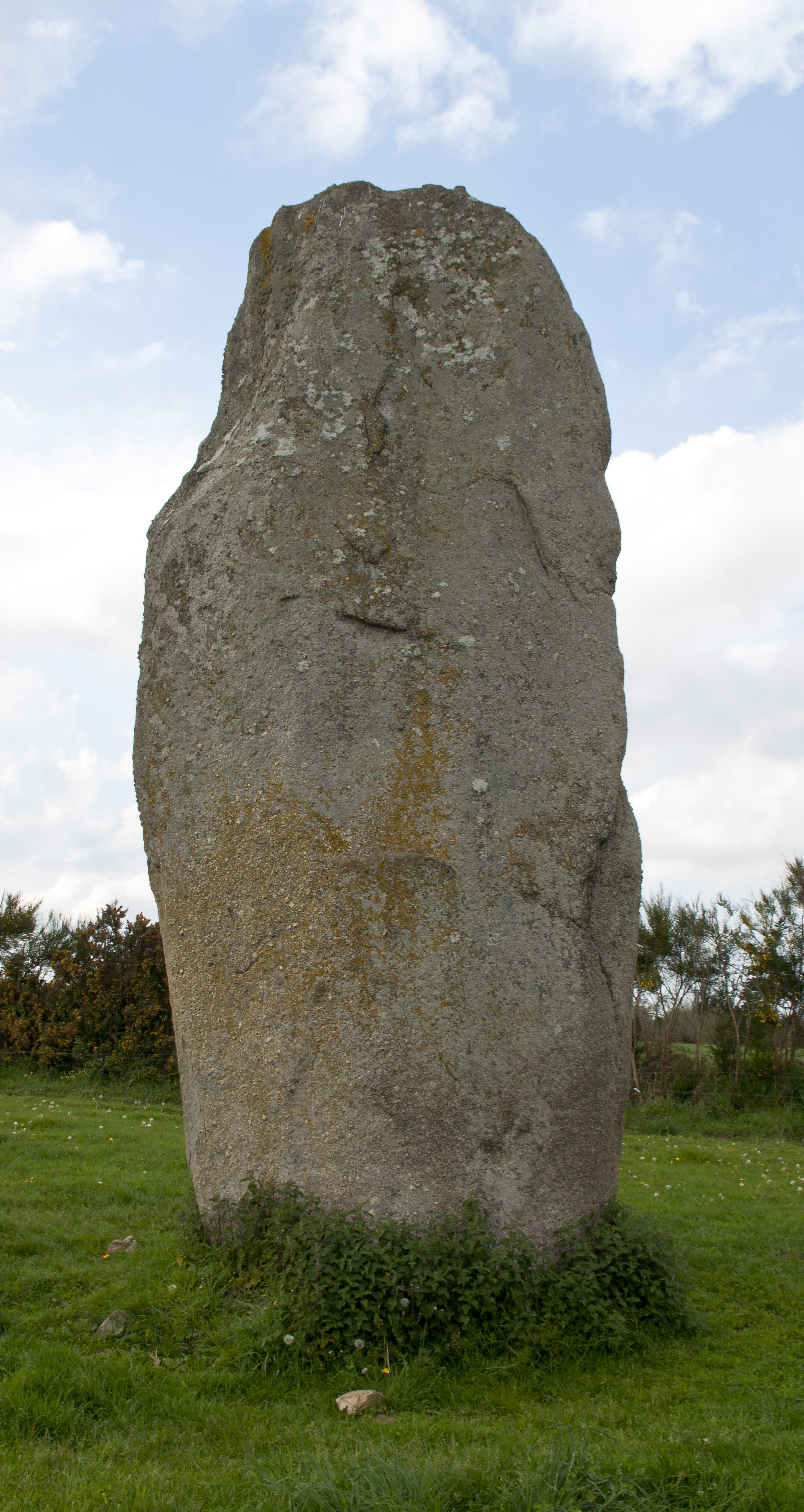
Menhir von Kerguézennec

Der Menhir von Kerguézennec  (auch Menhir von Kerzévennec/Kerwezhenneg) steht auf einem Hügel östlich von Bégard im Département Côtes-d’Armor in der Bretagne in Frankreich.

## Beschreibung
Der Menhir ist 5,6 m hoch (nach anderen Angaben 6,25 m), 2,8 m breit und 1,8 m dick. Seine Form ist bis in 5,0 m Höhe zylindrisch, danach ist er abgerundet.
Der Menhir ist aus lokalem Plouaret-Granit, aber er stammt aus einem Schiefersubstrat, das einen Transport von mindestens 500 m zwischen dem Ort der Gewinnung und dem der Aufrichtung erforderte. Ein Erosionsriss zerteilt ihn in der Höhe.
Der Menhir wurde 1889 als Monument historique klassifiziert.
Etwa drei Kilometer entfernt steht der Menhir von Minhir, auch Menhir von Crec’h Coulm genannt.